# Kuanfatu
Kuanfatu is een bestuurslaag in het regentschap Timor Tengah Selatan van de provincie Oost-Nusa Tenggara, Indonesië. Kuanfatu telt 3108 inwoners (volkstelling 2010).